# 학교 2017
《학교 2017》은 2017년 7월 17일부터 2017년 9월 5일까지 방송된 KBS 2TV 월화 드라마이다.
KBS 2TV에서 방송된 시즌제 교육 드라마 《학교》의 7번째 시리즈이다.

## 기획 의도
KBS 2TV '학교' 시리즈의 2017년 버전. 학생들이 겪는 솔직하고 다양한 감성을 담아낼 청소년 드라마

## 등장인물

### 주요 인물
- 세정 : 라은호 역
- 김정현 : 현태운 역 - 금도고등학교 이사장 아들
- 장동윤 : 송대휘 역
- 한선화 : 한수지 역 - 금도고등학교 전담경찰관, 순경
- 한주완 : 심강명 역 - 2학년 1반 담임, 생활과 윤리 교사

### 금도고등학교 2학년 1반 학생들
- 설인아 : 홍남주 역 - 송대휘 여자친구
- 박세완 : 오사랑 역 - 라은호 단짝친구
- 서지훈 : 윤경우 역
- 로운 : 이슈 (강현일) 역
- 김희찬 : 김희찬 역
- 지헤라 : 유빛나 역
- 이준우 : 고학중 역
- 안승균 : 안정일 역
- 하승리 : 황영건 역
- 홍경 : 원병구 역
- 최성민 : 한덕수 역
- 김민하 : 여승은 역
- 송유정 : 최현정 역
- 한보배 : 서보라 역

### 금도고등학교 선생님들
- 김응수 : 양도진 역 - 교장
- 박철민 : 박명덕 역 - 교감
- 이재용 : 구영구 역 - 2학년 국어 교사
- 민성욱 : 정준수 역 - 2학년 체육 교사
- 조미령 : 장소란 역 - 2학년 수학 교사

### 라은호네 집
- 성지루 : 라순봉 역 - 라은호의 아버지
- 김희정 : 김사분 역 - 라은호의 어머니
- 장세현 : 라태식 역 - 라은호의 오빠

### 주변 인물
- 이종원 : 현강우 역 - 현태운의 아버지, 금도고등학교 이사장
- 윤다경 : 나영옥 역 - 송대휘의 어머니
- 김수진 : 오사랑의 어머니 역 - 금도고등학교 교내 청소용역

### 그 외 인물
- 추귀정 : 김희찬의 어머니 역
- 최문경
- 유채목
- 이세랑
- 박지연
- 김재철
- 유인수 : 민준 역
- 조재현
- 소준형
- 김진우 : 임준기 역
- 송유현 : 학원 진학상담사 역
- 이미경
- 김선화 : 안정일의 어머니 역
- 이채경 : 고학중의 어머니 역
- 신연숙 : 임준기의 할머니 역
- 박옥출
- 최범호 : 교육청 장학사 역
- 손강국
- 정수인
- 전진기 : 경찰서장 최병수 역
- 정현석 : 변호사 역
- 전헌태 : 청소용역 강대표 역
- 최익준 : 홍남주의 아버지(홍원섭) 역
- 배은영
- 이승은
- 윤종인
- 2학년 1반 학생들
  - 이현석 : 고진식 역
  - 안태준 : 김태동 역
  - 김송 : 김흥수 역
  - 김보경 : 도지영 역
  - 이재서 : 마건주 역
  - 권세린 : 박정은 역
  - 신준항 : 반정도 역
  - 원진호 : 윤재혁 역
  - 김시은 : 이명진 역
  - 정요한 : 조국대 역
  - 박혜영 : 조은정 역
  - 이윤지 : 최소형 역
  - 김지성 : 함윤희 역

### 특별출연
- 강민혁 : 강종근 역

## 시청률
최저 시청률과 최고 시청률은 시청률 조사회사와 지역별로 시청률에 차이가 있을 수 있습니다.
| 2017년      | 2017년      | 2017년                          | 2017년         | 2017년       | 2017년         | 2017년       |
| 회차        | 방송일      | 부제 (서브 타이틀)              | TNmS 시청률    | TNmS 시청률  | AGB 시청률     | AGB 시청률   |
| 회차        | 방송일      | 부제 (서브 타이틀)              | 대한민국(전국) | 서울(수도권) | 대한민국(전국) | 서울(수도권) |
| ----------- | ----------- | ------------------------------- | -------------- | ------------ | -------------- | ------------ |
| 제1회       | 7월 17일    | 성적계급사회                    | 6.5%           | 7.0%         | 5.9%           | 6.4%         |
| 제2회       | 7월 18일    | 문제없는 문제아에 대하여        | 4.8%           | 5.1%         | 4.2%           | 4.5%         |
| 제3회       | 7월 24일    | 의심하라, 친구를                | 4.6%           | 4.8%         | 4.2%           | 4.4%         |
| 제4회       | 7월 25일    | 길에서 만나다                   | 4.6%           | 5.0%         | 4.1%           | 4.6%         |
| 제5회       | 7월 31일    | 생활기록부가 기록하지 못한 것   | 4.2%           | 4.4%         | 4.2%           | 4.5%         |
| 제6회       | 8월 1일     | 우리들 생활의 진짜 기록         | 4.7%           | 4.9%         | 4.6%           | 4.8%         |
| 제7회       | 8월 7일     | 모두가 거짓말을 한다            | 4.6%           | 4.8%         | 4.4%           | 4.6%         |
| 제8회       | 8월 8일     | 거짓말, 그 이후                 | 5.0%           | 5.2%         | 4.7%           | 4.9%         |
| 제9회       | 8월 14일    | 소문이 가진 무게                | 4.4%           | 4.6%         | 4.4%           | 4.5%         |
| 제10회      | 8월 15일    | 무게를 견디는 방법              | 4.7%           | 4.9%         | 4.4%           | 4.6%         |
| 제11회      | 8월 21일    | 꿈, 그 반짝이는 불안함          | 4.8%           | 5.0%         | 4.7%           | 4.8%         |
| 제12회      | 8월 22일    | 날아오르길, 너만은              | 4.7%           | 4.8%         | 4.1%           | 4.3%         |
| 제13회      | 8월 28일    | 두 사람의 결                    | 4.4%           | 4.6%         | 4.3%           | 4.5%         |
| 제14회      | 8월 29일    | 어긋난 결을 마주하는 법         | 5.1%           | 5.3%         | 4.4%           | 4.6%         |
| 제15회      | 9월 4일     | 너를 지키는 방법                | 4.9%           | 5.2%         | 4.1%           | 4.4%         |
| 제16회      | 9월 5일     | 만나러 갈게, 진짜 너를 (최종회) | 4.5%           | 4.8%         | 4.6%           | 4.7%         |
| 평균 시청률 | 평균 시청률 | 평균 시청률                     | 4.8%           | 5.0%         | 4.5%           | 4.7%         |

## OST

### Part. 1
| #            | 제목                        | 작사         | 작곡         | 가수         | 재생 시간 |
| ------------ | --------------------------- | ------------ | ------------ | ------------ | --------- |
| 1.           | 〈이순간을 믿을게〉         | 심현보       | 최민창       | 구구단       | 3:16      |
| 2.           | 〈이순간을 믿을게 (Inst.)〉 |              | 최민창       |              | 3:16      |
| 총 재생 시간 | 총 재생 시간                | 총 재생 시간 | 총 재생 시간 | 총 재생 시간 | 6:32      |

### Part. 2
| #            | 제목                        | 작사         | 작곡           | 가수         | 재생 시간 |
| ------------ | --------------------------- | ------------ | -------------- | ------------ | --------- |
| 1.           | 〈두근두근 여름날〉         | 심현보       | 박성진, 최민창 | 요조         | 3:20      |
| 2.           | 〈두근두근 여름날 (Inst.)〉 |              | 박성진, 최민창 |              | 3:20      |
| 총 재생 시간 | 총 재생 시간                | 총 재생 시간 | 총 재생 시간   | 총 재생 시간 | 6:40      |

### Part. 3
| #            | 제목                   | 작사         | 작곡         | 가수         | 재생 시간 |
| ------------ | ---------------------- | ------------ | ------------ | ------------ | --------- |
| 1.           | 〈Going Home〉         | 강우경       | 정송암       | 타린         | 3:24      |
| 2.           | 〈Going Home (Inst.)〉 |              | 정송암       |              | 3:24      |
| 총 재생 시간 | 총 재생 시간           | 총 재생 시간 | 총 재생 시간 | 총 재생 시간 | 6:48      |

### Part. 4
| #            | 제목                        | 작사                           | 작곡           | 가수                  | 재생 시간 |
| ------------ | --------------------------- | ------------------------------ | -------------- | --------------------- | --------- |
| 1.           | 〈Stay in my life〉         | 박근철, 태용 (TAEYONG), 정수민 | 박근철, 정수민 | NCT(태일, 태용, 도영) | 3:14      |
| 2.           | 〈Stay in my life (Inst.)〉 |                                | 박근철, 정수민 |                       | 3:14      |
| 총 재생 시간 | 총 재생 시간                | 총 재생 시간                   | 총 재생 시간   | 총 재생 시간          | 6:28      |

### Part. 5
| #            | 제목                      | 작사           | 작곡           | 가수         | 재생 시간 |
| ------------ | ------------------------- | -------------- | -------------- | ------------ | --------- |
| 1.           | 〈너에게 닿기를〉         | 이상준, 정진우 | 이상준, 차길완 | 마크툽       | 3:14      |
| 2.           | 〈너에게 닿기를 (Inst.)〉 |                | 이상준, 차길완 |              | 3:14      |
| 총 재생 시간 | 총 재생 시간              | 총 재생 시간   | 총 재생 시간   | 총 재생 시간 | 6:28      |

### Part. 6
| #            | 제목                     | 작사                               | 작곡                               | 가수                   | 재생 시간 |
| ------------ | ------------------------ | ---------------------------------- | ---------------------------------- | ---------------------- | --------- |
| 1.           | 〈I Pray 4 You〉         | 러브시티(LoveCity), 박근철, 정수민 | 러브시티(LoveCity), 박근철, 정수민 | Apink BnN (보미, 남주) | 3:50      |
| 2.           | 〈I Pray 4 You (Inst.)〉 |                                    | 러브시티(LoveCity), 박근철, 정수민 |                        | 3:50      |
| 총 재생 시간 | 총 재생 시간             | 총 재생 시간                       | 총 재생 시간                       | 총 재생 시간           | 7:40      |

## 수상 경력
- 2017년 제1회 더 서울어워즈 인기상 (김세정)
- 2017년 KBS 연기대상 여자 신인상 (김세정)

## 같이 보기
- 대한민국의 텔레비전 드라마 목록 (ㅂ)
- 2017년 대한민국의 텔레비전 드라마 목록
- 학교 시리즈
- 《내 어머니의 모든 것》: 1999년 상반기에 개봉된 스페인 영화이다.